# بطولة ون
بطولة ون (بالإنجليزية: ONE Championship)‏ هي عبارة عن عرض ترويجي لفنون القتال المختلطة وموياي تاي والكيك بوكسينغ ومقرها سنغافورة. تأسست في 14 يوليو 2011 من قبل رجل الأعمال شاتري سيتيودتونج والمدير التنفيذي السابق لـ إي إس بي إن ستار سبورتس. بطولة ون هي أكبر عروض لفنون القتال المختلطة في آسيا وتدعمها سيكويا كابيتال وجي اي سي وتماسيك القابضة وآيكونيك كابيتال وميشن هولدينغز وجرينوكس كابيتال. وفقًا لنيلسون، تعد بطولة ون من بين أكبر 10 خصائص وسائط رياضية في العالم من حيث نسبة المشاهدة والمشاركة.

## وصلات خارجية
- List of Events on Sherdog